# Liste de films français sortis en 2025
Listes de films français
- 2020
- 2021
- 2022
- 2023
- 2024
- 2025
- 2026
- 2027
- 2028

Cette page présente une liste non exhaustive de films français sortis en 2025 que ce soit en salles, en DVD, sur une plateforme ou en VOD.
| Film                               | Réalisation                          | Genre                          | Casting                                                                                    |
| ---------------------------------- | ------------------------------------ | ------------------------------ | ------------------------------------------------------------------------------------------ |
| 100 Millions !                     | Nath Dumont                          | Comédie                        | Kad Merad, Michèle Laroque                                                                 |
| À bicyclette !                     | Mathias Mlekuz                       | Comédie                        | Mathias Mlekuz, Philippe Rebbot                                                            |
| Aimons-nous vivants                | Jean-Pierre Améris                   | Comédie                        | Gérard Darmon, Valérie Lemercier                                                           |
| Anges & Cie                        | Vladimir Rodionov                    | Comédie                        | Elodie Fontan, Romain Lancry, Julien Pestel                                                |
| Apprendre                          | Claire Simon                         | Documentaire                   |                                                                                            |
| Avec ou sans enfants ?             | Elsa Blayau                          | Comédie                        | Bertrand Usclat, Rayane Bensetti, Tiphaine Daviot, Joséphine Draï                          |
| De mauvaise foi                    | Albéric Saint-Martin                 | Comédie                        | Pascal Demolon, Philippe Duquesne, François-David Cardonnel, Jean-Baptiste Lafarge         |
| Délocalisés                        | Ali Bougheraba & Redouane Bougheraba | Comédie                        | Redouane Bougheraba, Vanessa Guide, Ahassan Uddin                                          |
| Des jours meilleurs                | Elsa Bennett & Hippolyte Dard        | Comédie dramatique             | Valérie Bonneton, Michèle Laroque, Sabrina Ouazani, Clovis Cornillac                       |
| Doux Jésus                         | Frédéric Quiring                     | Comédie                        | Marilou Berry, Isabelle Nanty, Valérie Mairesse, Evelyne Buyle                             |
| Jane Austen a gâché ma vie         | Laura Piani                          | Comédie                        | Camille Rutherford, Pablo Pauly                                                            |
| Je le jure                         | Samuel Theis                         | Drame                          | Julien Ernwein, Marie Masala, Marina Foïs                                                  |
| Jouer avec le feu                  | Delphine Coulin & Muriel Coulin      | Drame                          | Vincent Lindon, Benjamin Voisin, Stefan Crepon                                             |
| L'amour, c'est surcoté             | Mourad Winter                        | Comédie                        | Laura Felpin, Hakim Jemili, Benjamin Tranié, François Damiens                              |
| L'Attachement                      | Carine Tardieu                       | Comédie dramatique             | Valéria Bruni-Tedeschi, Pio Marmaï, Vimala Pons, Raphaël Quenard                           |
| La Cache                           | Lionel Baier                         | Comédie dramatique             | Michel Blanc, Dominique Reymond, William Lebghil, Liliane Rovère                           |
| La Découverte de la Chouette d'Or  | Alexandre Largeron                   | Documentaire                   |                                                                                            |
| La Pampa                           | Antoine Chevrollier                  | Drame                          | Sayyid El Alami, Damien Bonnard, Artus                                                     |
| La Pie voleuse                     | Robert Guédiguian                    | Comédie dramatique             | Ariane Ascaride, Jean-Pierre Darroussin, Grégoire Leprince-Ringuet                         |
| La Réparation                      | Régis Wargnier                       | Comédie dramatique             | Clovis Cornillac, Julia de Nunez, Julien de Saint-Jean                                     |
| La Vie devant moi                  | Nils Tavernier                       | Drame historique               | Guillaume Gallienne, Adeline d'Hermy, Violette Guillon, Sandrine Bonnaire                  |
| Le Dernier souffle                 | Costa-Gavras                         | Drame                          | Kad Merad, Denis Podalydès, Marilyne Canto                                                 |
| Le Mélange des genres              | Michel Leclerc                       | Comédie dramatique             | Léa Drucker, Benjamin Lavernhe, Melha Bedia, Vincent Elbaz                                 |
| Le Répondeur                       | Fabienne Godet                       | Comédie                        | Denis Podalydès, Salif Cissé, Aure Atika                                                   |
| Le Routard                         | Philippe Mechelen                    | Comédie                        | Hakim Jemili, Michel Blanc, Christian Clavier, Manon Azem                                  |
| Le Secret de Khéops                | Barbara Schulz                       | Comédie                        | Fabrice Luchini, Julia Piaton                                                              |
| Les Bodin's partent en vrille      | Frédéric Forestier                   | Comédie                        | Vincent Dubois, Jean-Christian Fraiscinet, Michel Bompoil                                  |
| Les Musiciens                      | Grégory Magne                        | Comédie dramatique             | Frédéric Pierrot, Valérie Donzelli, Mathieu Spinosi                                        |
| Les Règles de l'art                | Dominique Baumard                    | Comédie policière              | Melvil Poupaud, Julia Piaton, Sofiane Zermani                                              |
| Les Tuche 5                        | Jean-Paul Rouve                      | Comédie                        | Jean-Paul Rouve, Isabelle Nanty, Pierre Lottin, Sarah Stern, Théo Fernandez, Claire Nadeau |
| Lumière ! L'aventure commence      | Thierry Frémaux                      | Documentaire                   |                                                                                            |
| Ma mère, Dieu et Sylvie Vartan     | Ken Scott                            | Comédie dramatique             | Leïla Bekhti, Jonathan Cohen, Joséphine Japy                                               |
| Mercato                            | Tristan Séguéla                      | Thriller                       | Jamel Debbouze, Monia Chokri, Hakim Jemili                                                 |
| Natacha (presque) hôtesse de l'air | Noémie Saglio                        | Comédie                        | Camille Lou, Vincent Dedienne, Didier Bourdon, Elsa Zylberstein                            |
| On ira                             | Enya Baroux                          | Comédie dramatique             | Hélène Vincent, Pierre Lottin, David Ayala                                                 |
| Partir un jour                     | Amélie Bonnin                        | Comédie                        | Juliette Armanet, Bastien Bouillon, Tewfik Jallab, François Rollin                         |
| Personne n'y comprend rien         | Yannick Kergoat                      | Documentaire                   |                                                                                            |
| Prosper                            | Yohann Gloaguen                      | Comédie                        | Jean-Pascal Zadi, Cindy Bruna                                                              |
| Rapide                             | Morgan S. Dalibert                   | Action                         | Paola Locatelli, Alban Lenoir, Anne Marivin                                                |
| Un mariage sans fin                | Patrick Cassir                       | Comédie romantique fantastique | Tarek Boudali, Camille Rowe, Bertrand Usclat                                               |
| Une pointe d'amour                 | Maël Piriou                          | Comédie dramatique             | Julia Piaton, Grégory Gadebois, Quentin Dolmaire                                           |